# 승만경
《승만경(勝鬘經, 산스크리트어: Srimaladevi-simhanada-sutra 스리말라데비 싱하나다 수트라)》은 대승 불교 경전 중의 하나이다.
산스크리트어 제목의 뜻은 "성스러운 승만부인의 사자후 사자후(獅子吼)라고 이름붙힌 경"이라는 뜻이다. 유송(劉宋)의 구나발타라(求那跋陀羅 ·  Gunabhadra: 394~468) 역에서는 《승만사자후일승대방편방광경(勝鬘獅子吼一乘大方便方廣經)》이라 하였다.
산스크리트어 원본은 사라졌으나 《보성론(寶性論)》·《대승집보살학론(大乘集菩薩學論)》 등에 인용되어 있다.
한역으로는 《대보적경(大寶積經)》 〈제48회 승만부인회〉로서의 보리유지(菩提流支)의 개역(改譯)이 있고, 티베트역도 이와 같은 내용의 것이다.

## 내용
중부 인도의 사위국(舍衛國) 파사익왕(波斯匿王)의 왕녀로서 아유타국(阿踰他國)의 우칭왕(友稱王)에게 출가한 승만 부인이 고타마 붓다 밑에서 10대서원(十大誓願), 3대원(三大願)을 세우고 다시 고타마 붓다가 가르친 정법(正法)에 대해서 자설(自說)을 말하였더니 그 하나하나에 고타마 붓다가 찬성의 의사를 표하며 귀를 기울였다는 형식을 취하고 있다.
특히 정법의 설명 중에서는 삼승(三乘)의 가르침이 모두 대승(大乘)의 일승(一乘)에 귀일(歸一)된다는 것, 중생(衆生)은 모두 번뇌에 싸여 시달림을 받고 있으나 본성은 청정무구(淸淨無垢)한 여래(如來)의 성품, 즉 여래장(如來藏) 혹은 불성(佛性)과 동일한 것임을 역설하고 후일의 대승 사상에 큰 영향을 주었다.

## 같이 보기
- 유마경
- 여래장 사상
- 염오부정
- 심성본정

## 참고 문헌
- 이 문서에는 다음커뮤니케이션(현 카카오)에서 GFDL 또는 CC-SA 라이선스로 배포한 글로벌 세계대백과사전의 내용을 기초로 작성된 글이 포함되어 있습니다.